# 아워 걸
《아워 걸》(영어: Our Girl)는 영국의 텔레비전 드라마이다. 2013년 3월 24일부터 2020년 4월 28일까지 BBC One에서 방영되었다.